# Гальято
Гальято (итал. Gagliato) — коммуна в Италии, располагается в регионе Калабрия, в провинции Катандзаро.
Население составляет 563 человека (2008 г.), плотность населения составляет 94 чел./км². Занимает площадь 6 км². Почтовый индекс — 88060. Телефонный код — 0967.
Покровителем коммуны почитается святой Николай Мирликийский, празднование 6 декабря.

## Демография
Динамика населения:

## Администрация коммуны
- Официальный сайт: